# Беляев, Яков Дмитриевич
Я́ков Дми́триевич Беля́ев (15 марта 1918, Пихалево, Иваново-Вознесенская губерния — 7 июля 1941, Сомры, Минская область) — сержант Рабоче-крестьянской Красной Армии, участник советско-финской и Великой Отечественной войн. Герой Советского Союза (1941, посмертно).

## Биография

### Ранние годы и довоенная служба
Родился 15 марта 1918 года в деревне Пихалево (в некоторых документах — Пигалево) Кинешемского уезда. В настоящее время деревня не существует, её территория входит в состав Заволжского района Ивановской области. Происходил из крестьянской семьи, был пятым из шести детей. Окончил начальную школу в соседней деревне Князево. По воспоминаниям его учительницы Юлии Ретневой, Яков «из всех был умнее и одареннее».
После школы переехал к сестре в Кинешму, где с октября 1937 года работал в пожарно-сторожевой охране хлебной базы № 153.
В сентябре 1938 года был призван на службу в Рабоче-крестьянскую Красную Армию. Участвовал в освободительном походе в Западную Белоруссию в 1939 году. Принимал участие в советско-финской войне, за проявленную доблесть был награждён медалью «За отвагу». Был отмечен значком «Отличник-танкист».

### Великая Отечественная война
С первых дней Великой Отечественной войны — на фронте. Командовал бронемашиной БА-20 в составе 69-го отдельного разведывательного батальона 100-й стрелковой дивизии 20-й армии Западного фронта.
Отличился в первых боях с немецкими войсками. 25 июня 1941 года в ходе разведки в районе деревни Острошицкий Городок Минского района экипаж Беляева обнаружил немецкий десант. Вступив в бой, Беляев уничтожил танк и три мотоцикла противника. В последующие дни его экипаж действовал в составе отряда прикрытия, обеспечивая отход 100-й стрелковой дивизии на новые рубежи.
6 июля 1941 года в бою у деревни Гибайловичи (ныне Знаменка) экипаж Беляева уничтожил четыре немецкие автомашины с пехотой. 7 июля у деревни Сомры Крупского района Минской области его бронемашина приняла неравный бой с колонной противника, состоявшей из семи танков и броневиков с пехотой. В ходе боя Беляев подбил танк и вездеход. Его бронемашина была подбита и загорелась, водитель погиб. Будучи раненым, Беляев продолжал вести огонь из пулемёта горящей машины, пока не закончились боеприпасы. После этого он вступил в рукопашную схватку с немецкими солдатами и погиб.
Первоначально был похоронен у деревни Сомры. В 1961 году останки Якова Беляева и его боевых товарищей были торжественно перезахоронены в братской могиле в городе Крупки.
Указом Президиума Верховного Совета СССР от 31 августа 1941 года за «образцовое выполнение боевых заданий командования на фронте борьбы с германским фашизмом и проявленные при этом отвагу и геройство» сержант Яков Дмитриевич Беляев был посмертно удостоен высокого звания Герой Советского Союза.

## Награды
- Медаль «Золотая Звезда» Героя Советского Союза (31.08.1941, посмертно)[2];
- орден Ленина (31.08.1941, посмертно)[2];
- медаль «За отвагу»[2].

## Память
- В городе Кинешма установлен бюст Я. Д. Беляева у здания ДК «Красноволжского текстильного комбината», а на доме, где он жил, — мемориальная доска[1]. Его именем названа улица в микрорайоне «Томна»[1].
- В городе Иваново имя Я. Д. Беляева увековечено на мемориале Героям-ивановцам[2].
- Именем Я. Д. Беляева названа улица в Первомайском районе города Минска[1].
- На месте гибели в Крупском районе Минской области установлен памятный знак[5].
- В Крупках на братской могиле, где похоронен герой, установлен обелиск[1].